# Martigny-sur-l’Ante
Martigny-sur-l’Ante ist eine französische Gemeinde mit 322 Einwohnern (Stand: 1. Januar 2022) im Département Calvados in der Region Normandie. Sie gehört zum Arrondissement Caen und zum Kanton Falaise. Die Einwohner werden als Martilantais bezeichnet.

## Geografie
Martigny-sur-l’Ante liegt etwa sieben Kilometer westlich von Falaise. Umgeben wird die Gemeinde von Leffard im Nordwesten und Norden, Noron-l’Abbaye im Osten, Saint-Martin-de-Mieux im Südosten, Fourneaux-le-Val beziehungsweise Les Loges-Saulces im Süden sowie Pierrepont in südwestlicher und westlicher Richtung.

## Bevölkerungsentwicklung
| Jahr                             | 1793 | 1836 | 1876 | 1926 | 1946 | 1968 | 1990 | 2016 |
| Einwohner                        | 382  | 414  | 325  | 233  | 239  | 206  | 288  | 315  |
| Quelle: Cassini, EHESS und INSEE |      |      |      |      |      |      |      |      |

## Sehenswürdigkeiten

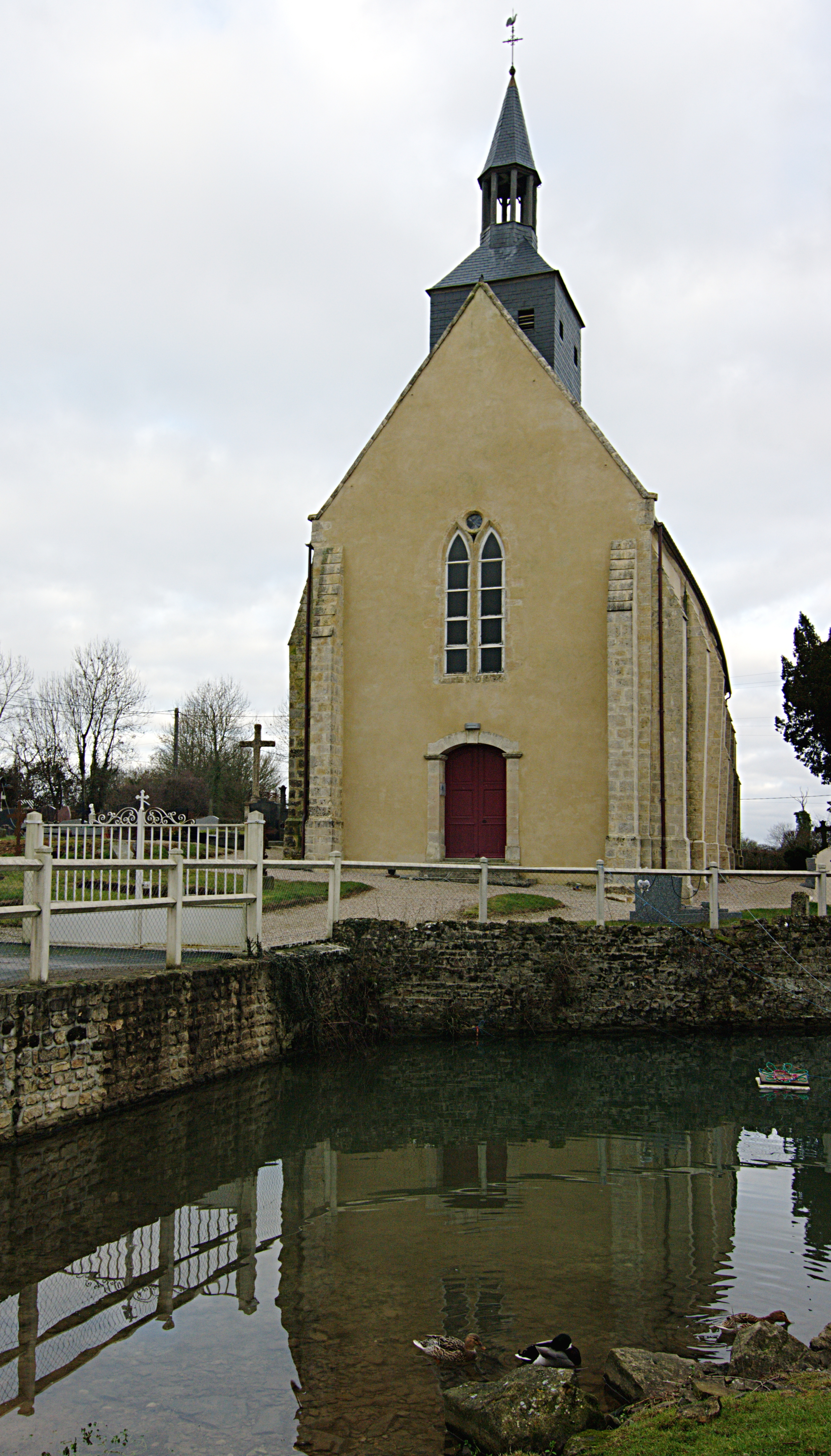
Kirche Saint-Martin

- Kirche Saint-Martin